# 蘭普金縣 (喬治亞州)
蘭普金县（英語：Lumpkin County）是美國喬治亞州北部的一個縣。面積1,200平方公里。根據美國2000年人口普查，共有人口21,016人，2005年增至26,705人。縣治達洛尼加（Dahlonega）。
成立於1832年12月3日，縣名紀念聯邦眾議員、參議員、第二十任州長的威爾遜·蘭普金（Wilson Lumpkin）。